# Mohsen Bilal
Mohsen Bilal (en árabe: محسن بلال) (Burghalieh, 15 de octubre de 1944) es un cirujano, político y profesor sirio.

## Biografía

### Primeros años y educación
Nació en una familia alauita prominente en Burghalieh, gobernación de Tartus, en 1944. Su padre había vivido en Argentina entre 1930 y 1936, enseñando árabe en la colectividad siria. Bilal estudió medicina en la Universidad de Padua, graduándose en 1970. En 1976, se especializó en cirugía en Italia. Luego recibió su doctorado en medicina y cirugía de la Universidad de Pensilvania con especialización en trasplante de hígado.

### Carrera
Después de graduarse, Bilal se convirtió en el jefe de cirugía en el Hospital Universitario al-Ásad. Luego fue profesor de cirugía en la Facultad de Medicina de la Universidad de Damasco de 1977 a 2001.
Su carrera política comenzó en 1977 cuando fue elegido para el Consejo Popular de Siria por dos períodos consecutivos. En 1981 fue nombrado presidente del comité de asuntos árabes y extranjeros, y sirvió en este cargo hasta 1985. En 1979, el entonces presidente Háfez al-Ásad lo envió a la Argentina para reclamar ante el dictrador Jorge Rafael Videla por los detenidos desaparecidos sirio-argentinos. Dirigió a la delegación siria en la Conferencia Mundial de Paz de 1982 en Praga, Checoslovaquia.
En 2001, se convirtió en el embajador de Siria en España y ocupó este puesto hasta que fue nombrado ministro de información del gabinete encabezado por el entonces primer ministro Muhammad Naji al-Otari en febrero de 2006. Sustituyó a Mahdi Dakhlallah en el cargo. Durante su desempeño, actuó como portavoz principal del gobierno sirio durante la guerra del Líbano de 2006. En 2007 y 2010 realizó dos giras oficiales por América Latina. En la primera de ella se reunió con los presidentes Néstor Kirchner (de Argentina), Hugo Chávez (de Venezuela) y Lula da Silva (de Brasil); y en la segunda visitó Argentina, Uruguay, Bolivia, Brasil y Venezuela.
En abril de 2011 dejó el ministeiro y fue sucedido por Adnan Mahmoud. Desde entonces volvió a la actividad docente y es jefe de la comisión laurea de medicina de la Universidad de Damasco.
Además de su árabe nativo, habla fluido inglés, italiano y español.

### Distinciones
El 13 de marzo de 2006 el gobierno de España lo condecoró con la Gran Cruz de la Orden de Isabel la Católica. También ha sido condecorado por los gobiernos de Italia y Francia.